# NGC 7424
NGC 7424 (również PGC 70096) – galaktyka spiralna z poprzeczką (SBc), znajdująca się w gwiazdozbiorze Żurawia w odległości 35 milionów lat świetlnych. Została odkryta 5 września 1834 roku przez Johna Herschela.
W galaktyce NGC 7424 zaobserwowano supernową SN 2001ig.